# Tuffi ai campionati europei di nuoto 2016 - Piattaforma 10 metri sincro femminile
La competizione di tuffi dalla piattaforma 10 metri sincro femminile dei Campionati europei di nuoto 2016 si è svolta la sera del 10 maggio. Hanno disputato direttamente la finale 6 coppie di atlete.

## Medaglie
| Posizione | Atlete                          | Paese    |
| --------- | ------------------------------- | -------- |
| Oro       | Maria Kurjo My Phan             | Germania |
| Argento   | Hanna Krasnoshlyk Vlada Tacenko | Ucraina  |
| Bronzo    | Villő Kormos Zsófia Reisinger   | Ungheria |

## Risultati
| Pos. | Atlete                                | Nazionalità | Punti  |
| ---- | ------------------------------------- | ----------- | ------ |
|      | Maria Kurjo My Phan                   | Germania    | 279.75 |
|      | Hanna Krasnoshlyk Vlada Tacenko       | Ucraina     | 278.01 |
|      | Villő Kormos Zsófia Reisinger         | Ungheria    | 274.74 |
| 4    | Yulia Timoshinina Ekaterina Petukhova | Russia      | 268.92 |
| 5    | Tonia Couch Lois Toulson              | Regno Unito | 267.72 |
| 6    | Ellen Ek Isabelle Svantesson          | Svezia      | 236.13 |